# Kockelellidae
Famille
Les Kockelellidae sont une famille éteinte de conodontes du clade des Prioniodontida (les « conodontes complexes ») et de l'ordre des Ozarkodinida.

## Systématique
La famille des Kockelellidae a été créée en 1981 par le paléontologue américain Gilbert Klapper (d).

## Liste des genres
Selon Paleobiology Database (30 juillet 2022) :
- †Ctenognathodus Fay, 1959
- †Kockelella Walliser, 1957

## Phylogénie
```
o 
Conodonta
 (éteint)
└─o 
Ozarkodinida
 (éteint)
  ├─o 
Spathognathodontidae
 (éteint)
  ├─o 
Pterospathodontidae
 (éteint)
  └─o
    ├─o 
Kockelellidae
 (éteint)
    └─o 
Polygnathacea
 (éteint)
      ├─o
      │ ├─o 
Polygnathidae
 (éteint)
      │ └─o
      │   ├─o 
Palmatolepidae
 (éteint)
      │   └─o 
Anchignathodontidae
 (éteint)
      └─o
        ├─o 
Elictognathidae
 (éteint)
        └─o
          ├─o
          │ ├─o 
Gnathodontidae
 (éteint)
          │ └─o 
Idiognathodontidae
 (éteint)
          └─o
            ├─o 
Mestognathidae
 (éteint)
            └─o
              ├─o 
Cavusgnathidae
 (éteint)
              └─o 
Sweetognathidae
 (éteint)
```

Les Kockelellidae font partie du groupe des conodontes ozarkodinides où ils sont le taxon frère des Polygnathacea.

## Publication originale
- (en) G. Klapper in D. L. Clark,  1981. Treatise on invertebrate paleontology, Part W : « Miscellanea: Conodonts: Conoidal Shells of Uncertain Affinities, Worms, Trace Fossils, and Problema ».